# Öves szkolopendra
Az öves szkolopendra (Scolopendra cingulata) a százlábúak (Chilopoda) osztályának Scolopendromorpha rendjébe, ezen belül a Scolopendridae családjába tartozó faj.

## Előfordulása
Mediterrán elterjedésű (Portugália, Spanyolország, Franciaország, Olaszország, Görögország, stb.), legnagyobb állományai a Balkán-félsziget országaiban (a volt Jugoszlávia területén, Bulgáriában, Románia déli részén) találhatók, amely nálunk, a Vértes hegységben éri el elterjedésének északi határát. Észak-Afrikában is van állománya.

## Megjelenése
Testhossza legtöbbször 6-13 centiméter közötti, de elérheti a 15 centimétert is. Szíriából például 17 centiméter hosszú példányok is ismeretesek. Az olasz és dalmát példányok azonban lényegesen kisebbek és rendesen csak 7–8 centiméter hosszúságot érnek el. Az öves szkolopendra Magyarország legnagyobb százlábú faja. Színe eleinte acélkék, pirosas fejjel csak később alakul ki az idősebb példányokra jellemző sárga és fekete sávos színezet. Mint neme minden fajának, fejének oldalain 4–4 pontszeme van.

## Életmódja
Az öves szkolopendra üregekben pihen; a sötét és nedves helyeket kedveli. A kidőlt fák alatt és az avarban található meg. Ragadozó életmódot folytat, de mérge nem annyira veszélyes az ember számára, mint a többi Scolopendra-fajé. Agresszív természetű és igen gyorsan tud mozogni. Tápláléka főleg rovarok, de kisebb gyíkok is.

## Képek

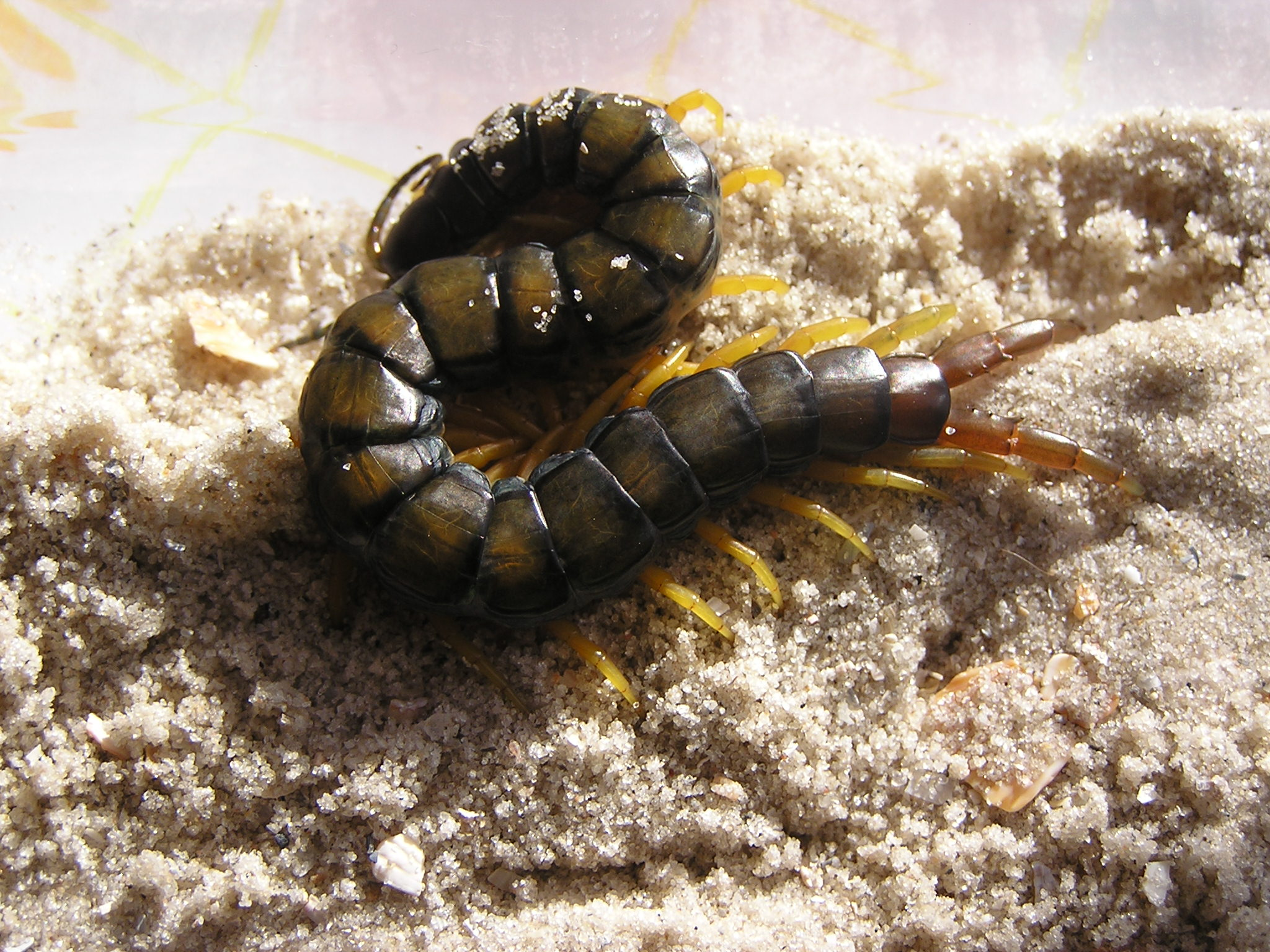
A sok szelvényének köszönhetően, könnyen hajlik
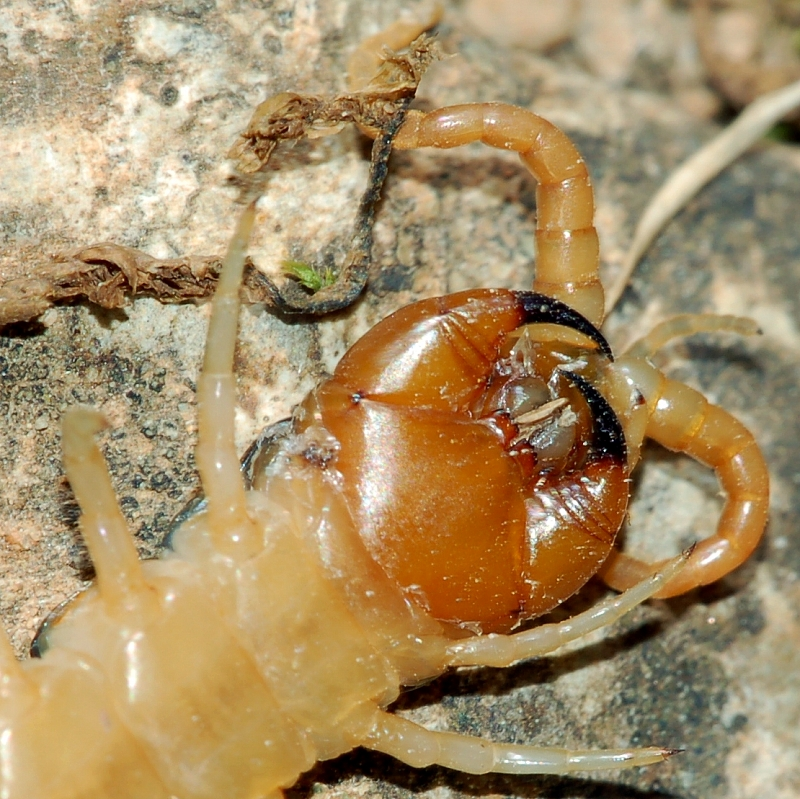
A feje alulról; jól látszanak a csápjai és az átalakult lábai

## Fordítás
- Ez a szócikk részben vagy egészben  a   Scolopendra cingulata című angol Wikipédia-szócikk ezen változatának fordításán alapul.  Az eredeti cikk szerkesztőit annak laptörténete sorolja fel. Ez a jelzés csupán a megfogalmazás eredetét és a szerzői jogokat jelzi, nem szolgál a cikkben szereplő információk forrásmegjelöléseként.